# Iain Thomson
Iain Donald Thomson, född 1968, är en amerikansk filosof och professor inom filosofi vid University of New Mexico. Thomson studerade vid University of California, Berkeley och mottog sin filosofie doktorexamen vid University of California, San Diego. Han är en välkänd expert gällande Martin Heidegger.

## Verk i urval
- Heidegger on Ontotheology: Technology and the Politics of Education (2005)
- Heidegger, Art, and Postmodernity (2011)